# Brühl St. Gallen
SC Brühl is een Zwitserse voetbalclub uit Sankt Gallen. De club werd op 27 maart 1901 opgericht. De clubkleuren zijn groen-wit.

## Geschiedenis
Leden en bezoekers van de club kwamen vooral uit de lagere klassen van de bevolking, terwijl FC St. Gallen en het inmiddels ter ziele gegane Blue Stars St. Gallen voor de betere klasse was. SC Brühl speelde in totaal 21 seizoenen in de hoogste klasse. In 1914/15 werd het landskampioen van Zwitserland, het beste resultaat in de geschiedenis. 
In de periode 2010-2014 was de Nederlander Erik Regtop trainer van het standaardelftal van SC Brühl. Als oud-speler van onder ander andere Ajax, FC Groningen, SC Heerenveen en Telstar is hij sinds 1996 actief in het Zwitserse en Oostenrijkse amateurvoetbal.
Onder zijn leiding lukte het om vanuit het amateurvoetbal te promoveren naar de Challenge League na winst in de finalewedstrijden tegen Meyrin FC. In 2011/12 speelde ook stadsgenoot FC St. Gallen in de tweede klasse. SC Brühl verloor beide wedstrijden tegen de grote broer (thuis 1-3, uit 3-1). Dat seizoen eindigde het als zestiende en laatste in de Challenge League, waardoor het degradeerde naar de amateurs. 

## Bekende (oud-)spelers
- Hans-Peter Zwicker
- Sebastiaan van der Werff

FC Baden ·
FC Basel II · 
FC Bavois · 
FC Biel-Bienne ·
FC Breitenrain · 
SC Brühl · 
FC Bulle ·
SC Cham · 
SR Delémont ·
FC Grand-Saconnex ·
SC Kriens ·
FC Lugano II ·
FC Luzern II ·
FC Paradiso ·
Rapperswil-Jona FC · 
Young Boys II ·
Vevey-Sports ·
FC Zürich II
- Gemeinsame Normdatei: 16032680-1
- Virtual International Authority File: 138273034